# Top (软件)
top （table of processes）是一个任务管理器程序，它可運行於许多类Unix操作系统上，它用於显示有关CPU和内存利用率的信息。

## 总览
该程序将按用户指定的条件，选择正在运行的进程並生成一个有序列表，并定期对其进行更新。清單的默认顺序是按CPU使用率排序的，并且仅显示較高CPU使用方。顶部显示正在使用多少CPU处理能力和内存，以及有关正在运行的进程的其他信息。某些版本的top允许对显示进行广泛的自定义，例如选择列或排序方法。 top对系统管理员很有用，因为它显示了在任何给定时间哪些用户和进程正在消耗最多的系统资源。

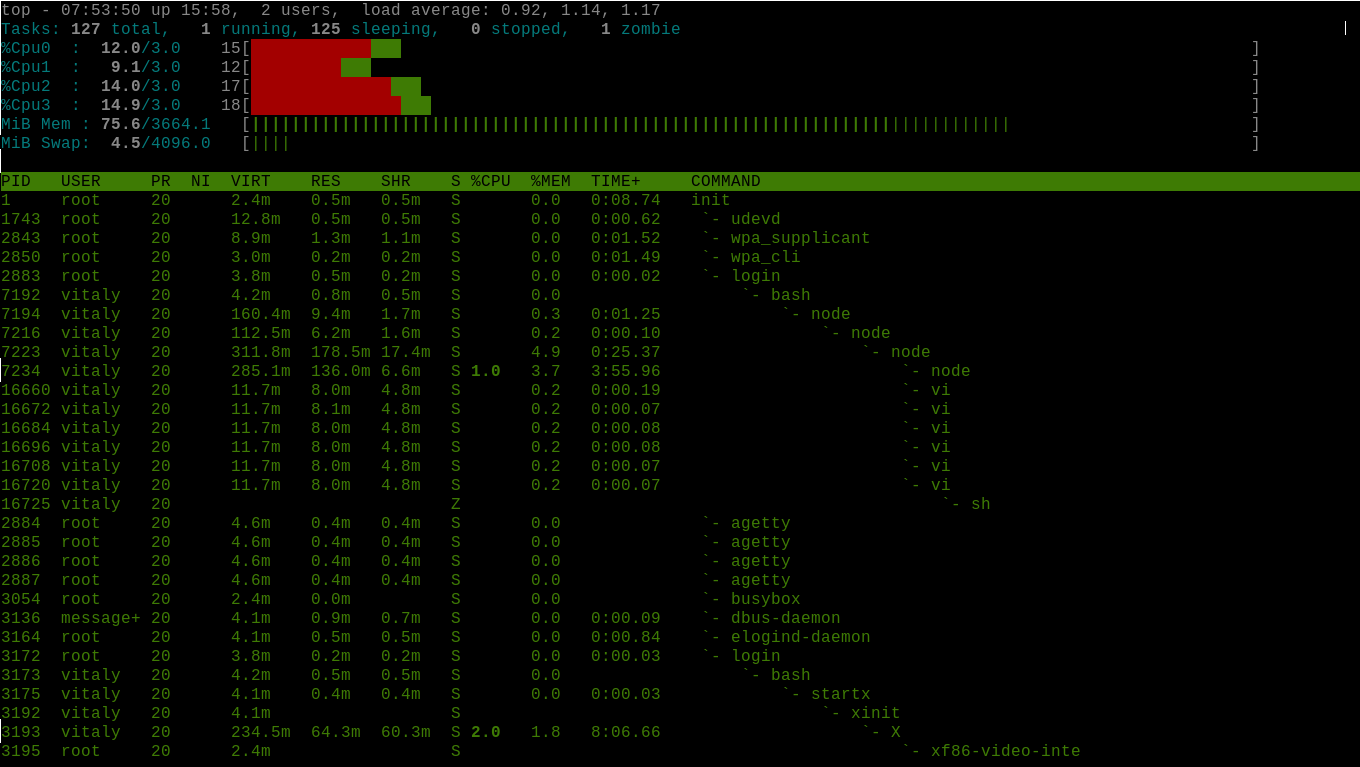
在Linux上的top，更改了首选项以获取更好的视图

## 实现
top有多種不同的版本。传统的Unix版本由William LeFebvre编写，并于1984年最初拥有版权。 它被托管在SourceForge上， 并于2008年发布了3.7版。 
Linux版本的top是procps-ng工具组的一部分。它最初是由罗杰·宾恩斯撰写的，但此后不久又被其他人接管開發。 
在Solaris上，大致等效的程序是prstat。 Microsoft Windows具有tasklist命令和图形任务管理器程序。作为topas和topas_nmon命令的一部分， IBM AIX具有一直更新的运行进程列表。
Linux中的平均负载数是指在运行队列中等待的进程数与当前正在执行的进程数之和。该数字是绝对的，不是相对的，因此它是无限的，和利用率不同。工序数的瞬时变化被衰减，其使用利用了定点数学的指数衰减计算。 
ps程序与top相似，但是会生成调用时执行的进程的快照而不再更新。 top的n （迭代次数）选项可以产生相似的结果，导致程序运行指定的迭代次数，然后在打印输出后退出。